# 알렉산드르 넵스키
알렉산드르 야로슬라비치 넵스키(러시아어: Алекса́ндр Яросла́вич Не́вский, 1220년 5월 30일? ~ 1263년 11월 14일)는 러시아의 국민적 영웅이다. 류리크 왕조 출신이다.

## 생애
1220년 블라디미르에서 블라디미르 대공국의 야로슬라프 2세 프세볼로도비치 대공의 아들로 태어났다. 귀족들과의 분쟁으로 잠시 노브고로드 공화국을 떠났지만, 리보니아 독일 기사단의 침입을 걱정한 시민들의 요청으로 1241년에 노브고로드 공화국으로 다시 귀환한 후 1242년 페이푸스 호 전투에서 튜튼기사단에게 승리했다. 이후 그는 침체기 루스의 국민적인 영웅으로 숭배받기 시작했으며 킵차크 한국의 칸에게서 공식적으로 노브고로드공의 지위를 받았고 1252년부터 훗날 전 루스의 대공이라 불리게 되는 블라디미르 대공으로 취임하게 되면서 루스 공국들과 킵차크 한국 사이를 중재하였으며, 1259년에는 농민 반란을 진압하였다. 1263년에 사망하였다.

## 정치적 업적
그는 일생동안 반카톨릭에 친몽골적인 정책을 펼쳤으며, 국내의 정적들을 견제하는 데 몽골의 권위를 이용하기도 했다. 또한 1240년 네바 강 전투에서 적은 병력으로 스웨덴군을 격파했다는 전설이 유명하나, 비 루스 측 기록에서는 이러한 기록이 발견되지 않고, 실제 역사에서 스웨덴은 이 당시 내전 중이었기 때문에 현대의 역사학자들은 이를 부정한다.

## 사후의 평가
러시아의 국민적 영웅이다. 그가 죽은 뒤에도 그가 남긴 업적은 높이 평가받는다. 특히 국토를 잘 지켰다는 높은 공적 때문에 러시아 민요에는 그를 찬양하는 내용을 담고있는 것이 많다. 또, 러시아 정교회를 포함한 동방 정교회에서는 그를 성인으로 받아들었다.
표트르 1세는 네바 강의 옛 전쟁터 부근에 수도원을 세우고 그의 유골을 안장했다. 러시아 제국 정부는 넵스키 훈장을 제정하였다. 1942년 소련 정부도 러시아 제국 정부의 전례에 따랐다.

## 매체
- 세르게이 예이젠시테인 감독의 1938년 영화 《알렉산드르 네프스키》는 알렉산드르 네프스키의 이야기를 다룬다.